# ひたちなか地区
ひたちなか地区（ひたちなかちく）とは、茨城県ひたちなか市新光町付近一帯にある茨城港（中核国際港湾・重要港湾）常陸那珂港区周辺の開発地区の総称。

## 概要
ひたちなか地区は、茨城県ひたちなか市と東海村にまたがる、面積1,182haの広大な開発地である。茨城港の常陸那珂港区の整備と同時に開発が進み、大型商業施設や観光施設、工場などが整備されている。
北関東自動車道や常陸那珂有料道路などが開通したことによって、東京から1時間程でアクセスすることが可能になった。

## 歴史
第二次世界大戦中の1938年に、現在のひたちなか地区の大部分は、日本陸軍管理下の水戸飛行場（前渡飛行場）となり、1200haもの広大な敷地が旧日本陸軍の軍用飛行場として使用されることとなった。飛行場には、水戸陸軍飛行学校が建設され、軍用機の訓練なども行われた。
終戦後、日本陸軍が解体すると水戸飛行場は使用されなくなったため、1946年に連合軍の管理下におかれ、アメリカ空軍が米軍水戸補助飛行場（水戸対地射爆撃場）として、航空機からの攻撃や爆撃の演習・訓練場に使用することとなった。
1956年8月2日には、アメリカ空軍機が誤って超低空飛行を行い、射爆撃場のそばの道路を自転車で通行していた毋子2名を航空機のタイヤでひき殺すという事件が発生。この事件は、ゴードン事件として知られるようになり、射爆撃場周辺地域の危険が問題となった。那珂湊市など地元自治体はこの事故がゴードン中尉のいたずらによって発生したものであると主張し、裁判で争われたものの、業務上の過失として不起訴となり、被害者への補助金のみですまされることとなった。
その事件がきっかけとなり、後にアメリカ空軍は射爆撃の演習を行わなくなった。県民の激しい土地返還運動なども起こり、1973年に射爆撃場は日本政府に返還された。
その後、射爆撃場跡地について議論が行われ、1985年には水戸射爆撃場跡地利用推進協議会によって、「常陸那珂国際港湾公園都市構想」が発表される。これが、現在の開発につながることとなった。

## 開発計画

### 新ショッピングモール
国道245号線と、ジョイフル本田・ファッションクルーズニューポートひたちなかエリアに挟まれた県有地(約12ha)に、県内最大級のショッピングモールとホテルを建設する計画があり、2008年12月の開業を目指して進められていた。しかし、サブプライムローン危機などにより開発業者の資金調達が難航したことで土地取得代金が滞り、期限の2008年3月末までに、10ha+2haの開発予定地区のうち2haエリア分しか入金されなかったため、10haの部分については契約解除となった。　
その後この区画はケーズホールディングスや東京インテリア家具などで構成される企業集団が取得し、ケーズデンキ・東京インテリア家具・サンキ・サンユーストアーが出店した。

### ひたちなか海浜鉄道の延伸
2016年、ひたちなか市がひたちなか海浜鉄道湊線を現在終点となっている阿字ヶ浦駅から、商業施設などが集積するひたちなか地区のひたち海浜公園の西口付近まで延伸する計画を発表し、予算に湊線延伸の具体化調査費として216万円が計上された。2021年にはこの計画が国土交通省に認可された。
2023年12月、海浜鉄道とひたちなか市は、海浜公園の南口付近に新駅を設置し阿字ヶ浦駅からこの新駅までの1.4kmの区間を先に開業させるという計画を公表し、2024年11月に国土交通省がこの計画を認可した。この新駅の付近ではひたちなか地区の工業団地の開発が進められており、通勤客の利用が増加することを見込んでいる。

## 地区内の施設
ひたちなか地区は、都市ゾーン、レクリエーションゾーン、港湾ゾーン、産業ゾーンと大きく4つのゾーンに分けて開発が進められている。

### 都市ゾーン
- ジョイフル本田ニューポートひたちなか店
- TOHOシネマズひたちなか
- ファッションクルーズニューポートひたちなか
- ユニクロひたちなかニューポート店
- ココスニューポートひたちなか店
- はま寿司ニューポートひたちなか店
- コトンひたちなかグランヴィラ（グランピング場）
- 県営ひたちなかアパート
- コマツクラブシーサイドガーデン（保養所）
- サンマリーナひたちなか
- ひたちなかテクノセンター
- すまいりんぐひたちなか（住宅展示場）
- 道具館ひたちなか店
- ケーズデンキシーサイドひたちなか店
- 東京インテリア家具ひたちなか店
- サンユーストアーひたちなか店
- ファッション市場サンキひたちなか店
- 蔦屋書店ひたちなか店
- ウィーカーズひたちなか店
- スポーツデポひたちなか店
- GUひたちなか店
- コストコホールセールひたちなか倉庫店
- ヤマダデンキテックランドシーサイドひたちなか店
- 茨城スバル自動車ひたちなか店
- アンドブリッジニューポートひたちなか店
- モンベルひたちなか店
- 無印良品ニューポートひたちなか店

### レクリエーションゾーン
- 国営ひたち海浜公園
- ひたちなか市総合運動公園（体育館、市民球場、陸上競技場他）
- 自動車安全運転センター中央研修所
- ひたちなか市那珂湊運動公園
- ひたちなか市長砂公園

### 港湾ゾーン
- 茨城県那珂久慈流域下水道事務所
- (株)JERA常陸那珂火力発電所
- (株)茨城ポートオーソリティ
- (株)小松製作所(コマツ茨城工場)
- 日立建機(株)常陸那珂臨海工場
- 三井倉庫(株)
- 東洋埠頭(株)
- 青野産業(株)
- (株)日立物流
- 日立埠頭(株)
- 日本通運(株)
- 丸全昭和運輸(株)
- (株)ヤマガタ
- 鈴与(株)
- (株)上組
- 日本梱包運輸倉庫(株)
- 東海運(株)
- (株)辰巳商曾

### 産業ゾーン
- (株)タツノ・メカトロニクスひたちなか工場
- カーレポ(株)ひたちなか工場
- 桃栄金属工業(株)北関東工場
- 日立建機(株)常陸那珂工場
- 大友ロジスティクスサービス(株)
- (株)タイカ常陸那珂工場
- (株)日立ハイテク那珂地区マリンサイト
- (株)高木製作所第二工場
- (株)西野精器製作所
- (株)川崎製作所
- (株)ウミノ
- 茨城水産(株)ひたちなか工場
- 高周波熱錬(株)茨城工場
- (株)エナリスパワー常陸那珂発電所
- 西野工業(株)
- JX金属(株)ひたちなか事業所

### その他の周辺施設
- 日本原子力研究開発機構東海研究開発センター
- ひたちなか保健所
- 那珂久慈流域下水道終末処理場
- ひたちなか市馬渡配水場
- ひたちなか広域斎場